# Emma Roberts

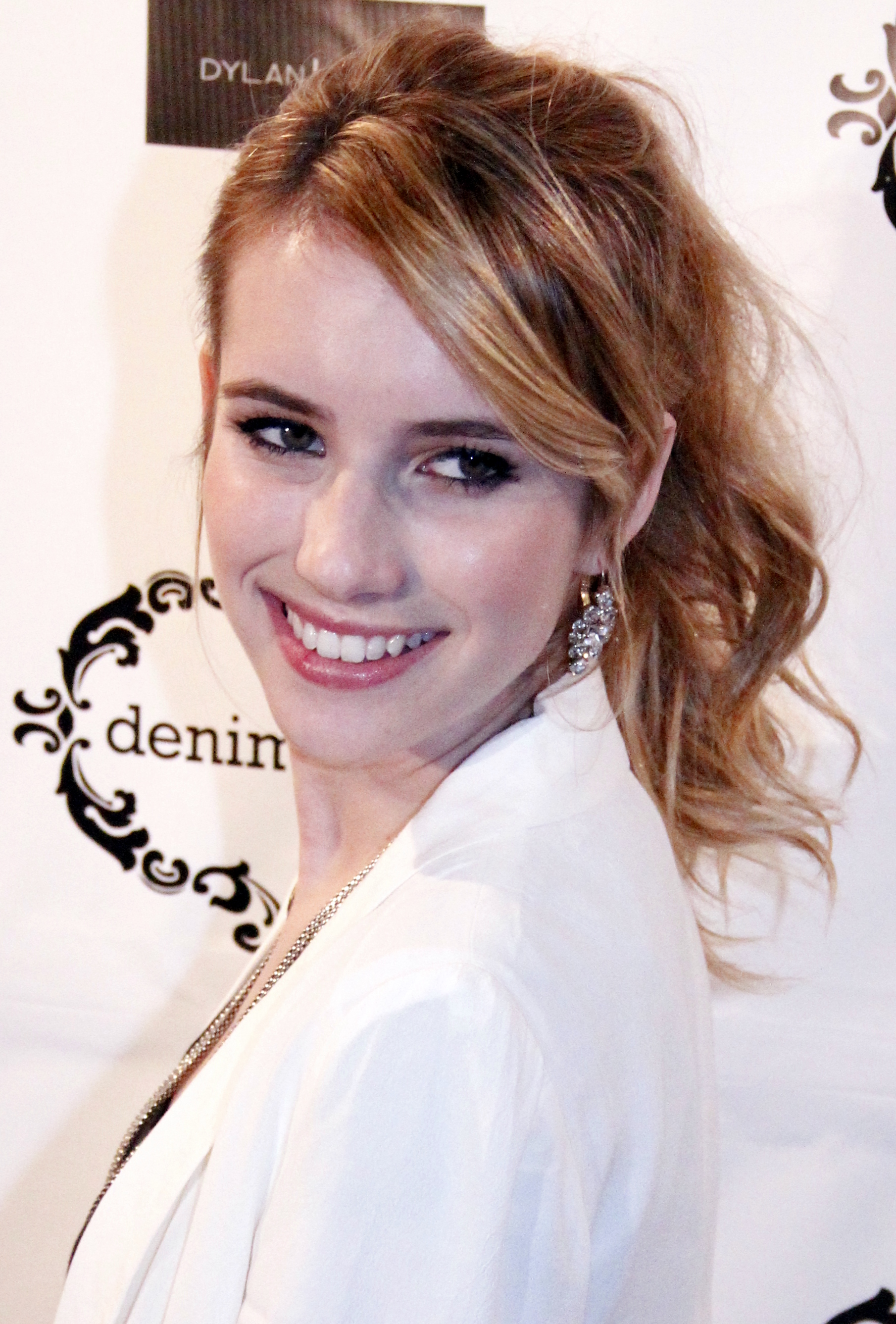
Roberts la Denim Habit Store Opening 2011

Emma Rose Roberts (n. 10 februarie 1991, Rhinebeck, New York, SUA) este o actriță și cântăreață americană. Ea este fiica actorului Eric Roberts și nepoata lui Julia Roberts. Roberts a devenit cunoscută pentru rolul ei ca Addie Singer în seria de televiziune "Unfabulous". Ea a lansat albumul de debut, care, de asemenea, a servit drept coloană sonoră Unfabulous show-ului și mai mult. Roberts urmat apoi o cariera solo, cântând de înregistrare două cântece pentru coloana sonoră a Ice Princess și Aquamarine (în care Roberts a jucat ca una dintre lideri). Roberts apoi a început să se concentreze asupra carierei sale care acționează, caracterul titlul din 2007 film Nancy Drew, și vocea ei-over debut în The Flight Before Christmas.
În 2008 și 2009, Roberts a jucat în filme Wild Child, Memoirs of a Teenage amnezic și Lymelife. Roberts a apărut în 2009 Hotelul pentru Caini și The Winning Season. În 2010, ea a apărut în Valentine's Day, care a jucat, de asemenea, Julia Roberts. Mai târziu în același an, ea a avut un rol principal în It's Kind of a Funny Story - e un fel de o poveste haioasa. Ea acum încearcă în continuare populara serie horror, Scream 4, împreună cu Neve Campbell, Courteney Cox și David Arquette.

## Filmografie
| An   | Titlu                         | Rol                  | Note              |
| ---- | ----------------------------- | -------------------- | ----------------- |
| 2001 | bigLove                       | Delilah              | Scurtmetraj       |
| 2001 | Blow                          | Young Kristina Jung  |                   |
| 2001 | America's Sweethearts         | Girl in purple shirt | Cameo; necreditat |
| 2002 | Grand Champion                | Sister               |                   |
| 2006 | Spymate                       | Amelia Muggins       |                   |
| 2006 | Aquamarine                    | Claire Brown         |                   |
| 2007 | Nancy Drew                    | Nancy Drew           |                   |
| 2008 | The Flight Before Christmas   | Wilma                | Voce              |
| 2008 | Wild Child                    | Poppy Moore          |                   |
| 2008 | Lymelife                      | Adrianna Bragg       |                   |
| 2009 | Hotel for Dogs                | Andi                 |                   |
| 2009 | The Winning Season            | Abbie                |                   |
| 2010 | Valentine's Day               | Grace Smart          |                   |
| 2010 | Twelve                        | Molly Norton         |                   |
| 2010 | 4.3.2.1                       | Joanne               |                   |
| 2010 | Memoirs of a Teenage Amnesiac | Alice Leeds          |                   |
| 2010 | It's Kind of a Funny Story    | Noelle               |                   |
| 2010 | Virginia                      | Jessie Tipton        |                   |
| 2011 | Scream 4                      | Jill Roberts         |                   |
| 2011 | The Art of Getting By         | Sally Howe           |                   |
| 2012 | Celeste and Jesse Forever     | Riley Banks          |                   |
| 2013 | Adult World                   | Amy                  | Post-producție    |
| 2013 | Empire State                  | Nancy Michaelides    |                   |
| 2013 | We're the Millers             | Casey Mathis         |                   |
| 2013 | Palo Alto                     | April                | Post-producție    |
| 2016 | Nerve                         | Vee                  |                   |

| An      | Titlu                        | Rol                | Note                                                  |
| ------- | ---------------------------- | ------------------ | ----------------------------------------------------- |
| 2004–07 | Unfabulous                   | Addie Singer       |                                                       |
| 2004    | Drake & Josh                 | Addie Singer       | "Honor Council" (Season 2, Episode 14)                |
| 2007    | The Hills                    | Herself            | "Young Hollywood" (Season 3, Episode 13)              |
| 2010    | Jonas L.A.                   | Herself            | "House Party" (Season 2, Episode 20)                  |
| 2013    | Delirum                      | Lena Haloway       | Pilot rejected                                        |
| 2013    | Family Guy                   | Amanda Barrington  | "No Country Club for Old Men" (Season 11, Episode 22) |
| 2013    | American Horror Story: Coven | Madison Montgomery |                                                       |
| 2015    | Scream Queens                | Chanel Oberlin     |                                                       |

## Discografie

### Albume de studio
| Title                                                                       | Album details                                                                                            | Peak     |
| Title                                                                       | Album details                                                                                            | US Heat. |
| --------------------------------------------------------------------------- | --- | -------- |
| Unfabulous and More                                                         | - Released: 27 septembrie 2005 - Formats: CD, digital download - Label: Nickelodeon/Columbia/SME Records | 46       |
| "—" denotes releases that didn't chart or weren't released in that country. | |          |

### Single-uri
| Titlu                                                                       | An   | Poziții de top | Album               |
| Titlu                                                                       | An   | US             | Album               |
| --------------------------------------------------------------------------- | ---- | -------------- | ------------------- |
| "I Wanna Be"                                                                | 2005 | —              | Unfabulous and More |
| "Dummy"                                                                     | 2005 | —              | Unfabulous and More |
| "Santa Claus Is Coming to Town"                                             | 2005 | —              | non-album single    |
| "—" denotes releases that didn't chart or weren't released in that country. |      |                |                     |

### Alte apariții
| Titlu                | An   | Album        |
| -------------------- | ---- | ------------ |
| "If I Had It My Way" | 2005 | Ice Princess |
| "Island in the Sun"  | 2006 | Aquamarine   |

## Premii
| An   | Rezult       | Premiu              | Categorie                                                                 | Lucrare nominalizată |
| ---- | ------------ | ------------------- | ------------------------------------------------------------------------- | -------------------- |
| 2005 | Nominalizare | Teen Choice Award   | Choice TV Breakout Performance – Female                                   | Unfabulous           |
| 2005 | Nominalizare | Young Artist Award  | Best Performance in a TV Series (Comedy or Drama) – Leading Young Actress | Unfabulous           |
| 2005 | Nominalizare | Young Artist Award  | Outstanding Young Performers in a TV Series                               | Unfabulous           |
| 2006 | Nominalizare | Young Artist Award  | Best Young Ensemble Performance in a TV Series (Comedy or Drama)          | Unfabulous           |
| 2007 | Nominalizare | Kids' Choice Award  | Favorite TV Actress                                                       | Unfabulous           |
| 2007 | Nominalizare | Teen Choice Award   | Choice TV Actress: Comedy                                                 | Unfabulous           |
| 2007 | Nominalizare | Teen Choice Award   | Choice Movie: Female Breakout                                             | Nancy Drew           |
| 2007 | Nominalizare | Teen Choice Award   | Choice Movie Actress: Comedy                                              | Nancy Drew           |
| 2007 | Câștigat     | Young Artist Award  | Best Performance in a Feature Film – Supporting Young Actress             | Aquamarine           |
| 2007 | Câștigat     | ShoWest             | Female Star Of Tomorrow                                                   |                      |
| 2008 | Nominalizare | Kids' Choice Awards | Favorite TV Actress                                                       | Unfabulous           |
| 2008 | Nominalizare | Young Artist Award  | Best Performance in a TV Series – Leading Young Actress                   | Unfabulous           |
| 2008 | Nominalizare | Young Artist Award  | Best Young Ensemble Performance in a TV Series                            | Unfabulous           |
| 2008 | Nominalizare | Young Artist Award  | Best Performance in a Feature Film – Leading Young Actress                | Nancy Drew           |
| 2008 | Nominalizare | Young Artist Award  | Best Performance in a Feature Film – Young Ensemble Cast                  | Nancy Drew           |
| 2010 | Nominalizare | Young Artist Award  | Best Performance in a Feature Film – Leading Young Actress                | Hotel For Dogs       |